# Sommer-Paralympics 2016/Teilnehmer (Irland)
| stlisierte Goldmedaille | stlisierte Silbermedaille | stlisierte Bronzemedaille |
| ----------------------- | ------------------------- | ------------------------- |
| 4                       | 4                         | 3                         |

Irland entsandte 14 Athletinnen und 30 Athleten zu den Paralympischen Sommerspielen 2016 in Rio de Janeiro,  die in zehn Sportarten antraten. Fahnenträger für Irland bei der Eröffnungsfeier war der Segler John Twomey.

## Medaillen

### Medaillenspiegel
| Rang   | Sportart          | Gold | Silber | Bronze | Gesamt |
| ------ | ----------------- | ---- | ------ | ------ | ------ |
| 1      | Leichtathletik    | 2    | 2      | 1      | 5      |
| 2      | Radsport (Straße) | 2    | 2      | 0      | 4      |
| 3      | Radsport (Bahn)   | 0    | 0      | 1      | 1      |
| Gesamt | Gesamt            | 4    | 4      | 3      | 11     |

## Teilnehmer nach Sportart

### 7er-Fußball
| Wettbewerb       | Männer |
| ---------------- | --- |
| Athleten         | Luke Evans Joseph Markey Brian McGillivary Gary Messett Eric O’Flaherty Aaron Tier Tomiwa Badun Dillon Sheridan Ryan Nolan Carl McKee Conor Tuite Peter Cotter Cormac Birt Ryan Walker |
| Gruppenphase     | Ukraine (0:6) Brasilien (1:7) Vereinigtes Königreich (1:5) |
| Spiel um Platz 7 | Vereinigte Staaten (1:2) |
| Rang             | 8 |

### Leichtathletik
Laufen
| Athleten          | Wettbewerb   | Vorlauf     | Vorlauf | Halbfinale | Halbfinale | Finale        | Finale        | Rang |
| Athleten          | Wettbewerb   | Zeit        | Rang    | Zeit       | Rang       | Zeit          | Rang          | Rang |
| ----------------- | ------------ | ----------- | ------- | ---------- | ---------- | ------------- | ------------- | ---- |
| Männer            |              |             |         |            |            |               |               |      |
| Jason Smyth       | 100 m T13    | 10,76 s     | 1       | —          | —          | 10,64 s       | 1             |      |
| Paul Keogan       | 400 m T37    | DSQ         | DSQ     | —          | —          | ausgeschieden | ausgeschieden | DSQ  |
| Patrick Monahan   | 800 m T53    | DNS         | DNS     | —          | —          | ausgeschieden | ausgeschieden | DNS  |
| Michael McKillop  | 1500 m T37   | —           | —       | —          | —          | 4:12,11 min   | 1             |      |
| Patrick Monahan   | Marathon T54 | —           | —       | —          | —          | 1:40:26 h     | 16            | 16   |
| Frauen            |              |             |         |            |            |               |               |      |
| Orla Comerford    | 100 m T13    | 12,81 s     | 4       | —          | —          | 12,87 s       | 8             | 8    |
| Greta Streimikyte | 1500 m T13   | 4:51,74 min | 3       | —          | —          | 4:45,06 min   | 4             | 4    |

Springen und Werfen
| Athleten        | Wettbewerb       | Finale  | Finale | Rang |
| Athleten        | Wettbewerb       | Weite   | Rang   | Rang |
| --------------- | ---------------- | ------- | ------ | ---- |
| Frauen          |                  |         |        |      |
| Noelle Lenihan  | Diskuswerfen F38 | 31,71 m | 3      |      |
| Niamh Mc Carthy | Diskuswerfen F41 | 26,67 m | 2      |      |
| Orla Barry      | Diskuswerfen F57 | 30,06 m | 2      |      |
| Deirdre Mongan  | Kugelstoßen F53  | 4,04 m  | 5      | 5    |

### Kanu
| Athleten        | Wettbewerb | Vorlauf  | Vorlauf | Halbfinale | Halbfinale | Finale   | Finale | Rang |
| Athleten        | Wettbewerb | Zeit     | Rang    | Zeit       | Rang       | Zeit     | Rang   | Rang |
| --------------- | ---------- | -------- | ------- | ---------- | ---------- | -------- | ------ | ---- |
| Männer          |            |          |         |            |            |          |        |      |
| Patrick O’Leary | KL3 200 m  | 45,977 s | 3       | 44,135 s   | 3          | 42,783 s | 6      | 6    |

### Radsport

#### Straße
| Athleten                                    | Wettbewerb            | Zeit         | Rang   |
| ------------------------------------------- | --------------------- | ------------ | ------ |
| Männer                                      |                       |              |        |
| Colin Lynch                                 | Einzelzeitfahren C2   | 28:02,25 min | Silber |
| Colin Lynch                                 | Straßenrennen C1–2–3  | 2:00:56 h    | 24     |
| Eoghan Clifford                             | Einzelzeitfahren C3   | 38:21,79 min | Gold   |
| Eoghan Clifford                             | Straßenrennen C1–2–3  | 1:49:21 h    | 5      |
| Damien Vereker Pilot: Sean Hahessy          | Einzelzeitfahren B    | 36:23,05 min | 6      |
| Damien Vereker Pilot: Sean Hahessy          | Straßenrennen B       | DNF          | DNF    |
| Peter Ryan Pilot: Marcin Mizgajski          | Einzelzeitfahren B    | 38:59,85 min | 17     |
| Peter Ryan Pilot: Marcin Mizgajski          | Straßenrennen B       | 2:39:44 h    | 12     |
| Declan Slevin                               | Einzelzeitfahren H3   | 32:59,53 min | 11     |
| Declan Slevin                               | Straßenrennen H3      | 1:44:30 h    | 9      |
| Frauen                                      |                       |              |        |
| Katie-George Dunlevy Pilotin: Eve McCrystal | Einzelzeitfahren B    | 38:59,22 min | Gold   |
| Katie-George Dunlevy Pilotin: Eve McCrystal | Straßenrennen B       | 1:59:01 h    | Silber |
| Ciara Staunton                              | Einzelzeitfahren H1-3 | 45:28,69 min | 11     |
| Ciara Staunton                              | Straßenrennen H1-4    | LAP          | LAP    |

#### Bahn
| Athleten                                    | Wettbewerb                | Qualifikation | Qualifikation | Finals        | Finals        | Rang   |
| Athleten                                    | Wettbewerb                | Zeit          | Rang          | Gegner        | Zeit          | Rang   |
| ------------------------------------------- | ------------------------- | ------------- | ------------- | ------------- | ------------- | ------ |
| Männer                                      |                           |               |               |               |               |        |
| Damien Vereker Pilot: Sean Hahessy          | 4000 m Einerverfolgung B  | 4:20,139 min  | 8             | ausgeschieden | ausgeschieden | 8      |
| Damien Vereker Pilot: Sean Hahessy          | 1000 m Einzelzeitfahren B | —             | —             | —             | 1:06,370 min  | 8      |
| Colin Lynch                                 | 3000 m Einerverfolgung C2 | 3:53,300 min  | 5             | ausgeschieden | ausgeschieden | 5      |
| Eoghan Clifford                             | 3000 m Einerverfolgung C3 | 3:38,863 min  | 4             | M. Sametz     | 3:40,201 min  | Bronze |
| Frauen                                      |                           |               |               |               |               |        |
| Katie-George Dunlevy Pilotin: Eve McCrystal | 3000 m Einerverfolgung B  | 3:33,471 min  | 5             | ausgeschieden | ausgeschieden | 5      |
| Katie-George Dunlevy Pilotin: Eve McCrystal | 1000 m Einzelzeitfahren B | —             | —             | —             | 1:12,332 min  | 7      |

### Reiten
| Athleten                          | Wettbewerb(e)            | Punkte/Prozent | Rang |
| --------------------------------- | ------------------------ | -------------- | ---- |
| Helen Kearney mit Rock and Roll 2 | Individual Test-Grade Ia | 68,870 %       | 12   |

### Segeln
| Mixed                                      |                       |       |    |    |
| Ian Costelloe John Twomey Austin O’Carroll | Dreier Kielboot Sonar | 111,0 | 13 | 13 |

### Schießen
| Athleten       | Wettbewerb                  | Qualifikation   | Qualifikation | Finale          | Finale        | Rang |
| Athleten       | Wettbewerb                  | Ringe/ Scheiben | Rang          | Ringe/ Scheiben | Rang          | Rang |
| -------------- | --------------------------- | --------------- | ------------- | --------------- | ------------- | ---- |
| Männer         |                             |                 |               |                 |               |      |
| Sean Baldwin   | 10 m Luftgewehr stehend SH1 | 598,9           | 19            | ausgeschieden   | ausgeschieden | 19   |
| Sean Baldwin   | 50 m Dreistellungskampf SH1 | 1114            | 20            | ausgeschieden   | ausgeschieden | 20   |
| Mixed          |                             |                 |               |                 |               |      |
| Sean Baldwin   | 10 m Luftgewehr liegend SH1 | 624,1           | 33            | ausgeschieden   | ausgeschieden | 33   |
| Phil Eaglesham | 10 m Luftgewehr liegend SH2 | 626,3           | 30            | ausgeschieden   | ausgeschieden | 30   |
| Sean Baldwin   | 50 m Gewehr liegend SH1     | 605,9           | 29            | ausgeschieden   | ausgeschieden | 29   |

### Schwimmen
| Athleten      | Wettbewerb             | Vorlauf     | Vorlauf | Finale        | Finale        | Rang   |
| Athleten      | Wettbewerb             | Zeit        | Rang    | Zeit          | Rang          | Rang   |
| ------------- | ---------------------- | ----------- | ------- | ------------- | ------------- | ------ |
| Männer        |                        |             |         |               |               |        |
| James Scully  | 50 m Freistil S5       | 37,38 s     | 10      | ausgeschieden | ausgeschieden | 10     |
| James Scully  | 100 m Freistil S5      | 1:21,15 min | 8       | 1:20,18 min   | 7             | 7      |
| James Scully  | 200 m Freistil S5      | 2:53,17 min | 6       | 2:51,45 min   | 6             | 6      |
| Frauen        |                        |             |         |               |               |        |
| Ailbhe Kelly  | 100 m Rücken S8        | 1:29,48 min | 16      | ausgeschieden | ausgeschieden | 16     |
| Ailbhe Kelly  | 100 m Freistil S8      | 1:20,65 min | 14      | ausgeschieden | ausgeschieden | 14     |
| Ailbhe Kelly  | 400 m Freistil S8      | 5:41,36 min | 13      | ausgeschieden | ausgeschieden | 13     |
| Ellen Keane   | 100 m Rücken S9        | 1:15,44 min | 7       | 1:16,27 min   | 8             | 8      |
| Ellen Keane   | 100 m Brust SB8        | 1:23,64 min | 2       | 1:23,04 min   | 3             | Bronze |
| Ellen Keane   | 100 m Schmetterling S9 | 1:10,95 min | 6       | 1:11,27 min   | 8             | 8      |
| Ellen Keane   | 200 m Lagen SM9        | 2:41,17 min | 11      | ausgeschieden | ausgeschieden | 11     |
| Nicole Turner | 100 m Brust SB6        | 1:48,13 min | 7       | 1:46,19 min   | 7             | 7      |
| Nicole Turner | 50 m Schmetterling S6  | 38,44 s     | 4       | 37,31 s       | 5             | 5      |
| Nicole Turner | 50 m Freistil S6       | 36,70 s     | 7       | 36,31 s       | 7             | 7      |
| Nicole Turner | 400 m Freistil S6      | 5:51,99 min | 6       | 5:54,61 min   | 8             | 8      |
| Nicole Turner | 200 m Lagen SM6        | 3:17,09 min | 8       | 3:18,18 min   | 7             | 7      |

### Triathlon
| Athleten        | Klasse | Zeit      | Rang |
| --------------- | ------ | --------- | ---- |
| Frauen          |        |           |      |
| Catherine Walsh | PT5    | 1:22:25 h | 8    |

### Tischtennis
| Athleten             | Wettbewerb  | Gruppenphase    | Gruppenphase | Achtelfinale | Achtelfinale | Viertelfinale | Viertelfinale | Halbfinale    | Halbfinale    | Finale        | Finale        | Rang |
| Athleten             | Wettbewerb  | Gegner          | Erg.         | Gegner       | Erg.         | Gegner        | Erg.          | Gegner        | Erg.          | Gegner        | Erg.          | Rang |
| -------------------- | ----------- | --------------- | ------------ | ------------ | ------------ | ------------- | ------------- | ------------- | ------------- | ------------- | ------------- | ---- |
| Frauen               |             |                 |              |              |              |               |               |               |               |               |               |      |
| Rena Mccarron Rooney | Einzel C1-2 | Liu Jing        | 0:3          | —            | —            | Seo Su-yeon   | 0:3           | ausgeschieden | ausgeschieden | ausgeschieden | ausgeschieden | 5    |
| Rena Mccarron Rooney | Einzel C1-2 | M. Al-Bargouthi | 3:0          | —            | —            | Seo Su-yeon   | 0:3           | ausgeschieden | ausgeschieden | ausgeschieden | ausgeschieden | 5    |